# لاریکس الگنسیس
لاریکس الگنسیس (نام علمی: Larix olgensis) نام یک گونه از سرده سیاه‌کاج است.